# 檜安駅
檜安駅（フェアンえき）は朝鮮民主主義人民共和国平安南道北倉郡にある、朝鮮民主主義人民共和国鉄道省平徳線の駅。

## 隣の駅
朝鮮民主主義人民共和国鉄道省
平徳線
鳩峴駅 - 檜安駅 - 南徳駅